# 882
| [ Edytuj tabelę ]          |                                            |
| Król Anglii                | - 871 Alfred Wielki 899                    |
| Hrabia Aragonii            | - 867 Aznar II Galíndez 893                |
| Hrabia Barcelony           | - 878 Wilfred Włochaty 897                 |
| Książę Burgundii           | - 880 Ryszard I Prawodawca 921             |
| Cesarz Bizancjum           | - 867 Bazyli I Macedończyk 886             |
| Chan Bułgarii              | - 852 Borys I Michał 889                   |
| Cesarz Chin                | - 873 Tang Xizong 888                      |
| Książę Czech               | - 870 Borzywoj I 889                       |
| Władca Egiptu              | - 868 Ahmad Ibn Tulun 884                  |
| Król Franków wschodnich    | - 881 Karol Otyły 887                      |
| Król Franków zachodnich    | - 879 Karloman II 884 - 879 Ludwik III 882 |
| Cesarz Japonii             | - 876 Yōzei 884                            |
| Kalif                      | - 870 Al-Mu’tamid 892                      |
| Król Khmerów               | - 877 Indrawarman I 889                    |
| Wielki książę Kijowa       | - 882 Oleg Mądry 912                       |
| Patriarcha Konstantynopola | - 877 Focjusz I Wielki 886                 |
| Król Leónu                 | - 866 Alfons III Wielki 910                |
| Król Mercji                | - 879 Aethelred 911                        |
| Król Nawarry               | - 880 Fortún Garcés 905                    |
| Król Norwegii              | - 872 Harald Pięknowłosy 930               |
| Papież                     | - 872 Jan VIII 882 - 882 Maryn I 884       |
| Cesarz rzymski             | - 881 Karol Otyły 888                      |
| Książę Saksonii            | - 880 Otto Dostojny 912                    |
| Król Szkocji               | - 878 Eochaid 889 - 878 Giric 889          |
| Doża Wenecji               | - 881 Giovanni II Partecipazio 887         |
| Książę wielkomorawski      | - 871 Świętopełk I 894                     |

Rok 882 / DCCCLXXXII
stulecia: VIII wiek ~
IX wiek ~
X wiek

lata: 872 «
877 «
878 «
879 «
880 «
881 «
882
» 883
» 884
» 885
» 886
» 887
» 892

## Wydarzenia
- 16 grudnia – Maryn I wybrany na papieża.
- Połączenie księstwa Kijowskiego i Nowogrodzkiego.
- Król Asturii Alfons III Wielki założył miasto Burgos.
- Karol Otyły przejął władzę w całym królestwie wschodniofrankijskim.
- Oleg Mądry zdobył Kijów i przeniósł tam swoją siedzibę.

## Zmarli
- 20 stycznia – Ludwik III Młodszy, król Akwitanii, Saksonii, Lotaryngii i Bawarii (ur. 835)[1]
- 5 sierpnia – Ludwik III, król Franków Zachodnich (Francji) (ur. ok. 863)
- 16 grudnia – Jan VIII, papież (ur. ?)[2]
- 21 grudnia – Hincmar, arcybiskup Reims (ur. 806)
- data dzienna nieznana:
  - Chisŏn Tohŏn – koreański mistrz sŏn (jap. zen) (ur. 824)
  - Ainbíth mac Áedo, król prowincji Ulaid z dynastii Dál Fiatach (Irlandia)
  - Al-Hasan ibn Makhlad al-Jarrah, muzułmanin wezyr
  - Ansgarde of Burgundy, królowa Franków (lub 880)
  - Chen Tao, chiński poeta (ur. 824)
  - Eric Anundsson, król szwedzki (przybliżona data)
  - Eudokia Ingerina, cesarzowa bizantyjska (przybliżona data)
  - Duan Yanmo, chiński watażka (przybliżona data)
  - García Íñiguez, król Pampeluny (przybliżona data)
  - Guaram Mampali, gruziński książę z dynastii Bagratydów
  - Lambert III, frankoński szlachcic (ur. 830)
  - Al-Hasan ibn Machlad al-Dżarrah, wyższy urzędnik kalifatu Abbasydów, wezyr (ur. ?)